# Steven Heelein
Steven J. Heelein OblOSB (* 29. Mai 1984 in Schweinfurt) ist ein deutscher Komponist, Dirigent und Hochschullehrer.

## Leben
Steven Heelein absolvierte an der Berufsfachschule für Musik Oberfranken in Kronach eine Orgelausbildung. Anschließend studierte er Kirchenmusik B und Chorleitung/Dirigieren B.Mus. an der Hochschule für katholische Kirchenmusik und Musikpädagogik Regensburg. Private Kompositionsstudien führten ihn zu Franz Hummel nach Riedenburg.
Seit 2004 ist er kompositorisch tätig und erhielt für seine Werke mehrere Preise und Auszeichnungen.
Von 2009 bis 2024 unterrichtete er in den Fächern Komposition und Dirigieren an der HfKM Regensburg. Von 2010 bis 2012 war er Lehrbeauftragter für das Fach Neue Musik und Leiter des Studios für experimentelle Musik an der Katholischen Universität Eichstätt-Ingolstadt. Im Jahr 2015 wurde er auf die Professur i. K. im Fach Dirigieren (Schwerpunkt Chorleitung) an die Hochschule für evangelische Kirchenmusik Bayreuth berufen.
Nebenberuflich ist er auch als Autor und bildender Künstler tätig.

## Ehrungen und Auszeichnungen
- 2015 Auszeichnung bei der „Musica sacra nova“ in Brauweiler[5]
- 2015 Auszeichnung bei den Weimarer Frühjahrstagen für zeitgenössische Musik[6]
- 2016 Auszeichnung bei den Weimarer Frühjahrstagen für zeitgenössische Musik[7]
- 2016 Kompositionspreis von TONALi[8]
- 2016 Kirchenmusikalischer Kompositionspreis der Stadt Neuss[9]
- 2017 Kompositionspreis des Deutschen Musikwettbewerbs[10]
- 2018 4. Internationaler Nikolaus Fheodoroff-Kompositionspreis des Landes Kärnten[11]
- 2019 Kompositionspreis der Oper Leipzig[12]
- 2019 Auszeichnung beim Günter Bialas-Kompositionswettbewerb der Musikhochschule München[13]
- 2021 Auszeichnung beim 20. Carl von Ossietzky-Kompositionswettbewerb der Universität Oldenburg[14]
- 2022 Kompositionspreis des Musikwissenschaftlichen Seminars der Universität Heidelberg[15]
- 2022 Auszeichnung mit der Max-Baumann-Medaille der Max-Baumann-Gesellschaft[16]
- 2023 Premio Francesco Siciliani (gefördert durch die Fondazione Perugia Musica Classica unter Schirmherrschaft des vatikanischen Dikasteriums für Kultur und Bildung)[17]

## Werkauswahl
Solo
- Monodie (à Ruth Zechlin) für Klarinette Solo (2005, rev. 2009), UA 2010, Konservatorium für Musik Plzeň (CZ)
- namenlos für Violoncello Solo (2012), UA 2016, Niedermünsterkirche Regensburg (Tomasz Skweres, Violoncello)
- in paradisum, Fantasia per organo solo (2015), UA 2015, Abtei Brauweiler (Michael Utz, Orgel)
- Veitstanz, Toccata für Klavier Solo (2015), UA 2016, Kulturkirche Altona Hamburg (Elisabeth Brauß, Klavier), Auftragswerk von TONALi
- heimverlangen für Orgel Solo (2018), UA 2018, Kunst-Station Sankt Peter
- des Menschen Tage sind wie Gras - Abgesänge für Violine Solo (2020), UA 2020, Pfarrkirche St. Wolfgang Regensburg
- Kyrie (... aus tiefer Not ...) für Orgel Solo (2021), UA 2021, Stadtkirche Bayreuth, Matthias Neumann, Orgel[18]
- Dominus flevit, Meditationen für Orgel (Vokalisten ad lib.) (2022), UA 2023, Schloßkirche Bayreuth, Lucas Pohle, Orgel[19]
- Veni, creator spiritus, Choralphantasie Nr. 5 für Orgel Solo (2023), UA 2023, Johanniskirche Zittau, Lucas Pohle, Orgel[20]

Ensemble
- streichquartett nr. 5 (2011, rev. 2012), UA 2012, Sudetendeutsches Musikinstitut Regensburg (SojkaQuartet Plzeň)
- (...inanitas...), Hommage à W. A. Mozart für 9 Streicher, Percussion und Klavier (2013), UA 2013, Konzertsaal der HfKM Regensburg (Kammerensemble der HfKM)
- forgotten horizon für Viola, Horn, Akkordeon und Harfe (2014), UA 2015, Kulturzentrum mon ami Weimar (via nova Ensemble)
- letzte worte – über die sieben letzten Worte Jesu am Kreuz für Streichsextett (2015), UA 2016, Regensburg
- Syrinx für Flöte, Sopran, Klavier und Violoncello (2016), UA 2017, Gewandhaus Leipzig (Ensemble BRucH)
- innewohnend ewig – Musik zum Stummfilm Paris schläft von René Clair (1925) für Viola Solo, Stimmen und Ensemble (2017), UA 2017, Regensburg[21]
- vocem meam für Bariton, Violine, Klarinette und Orgel (2018), UA 2018, Kloster Rebdorf[22]
- tagverschloßen für 8 Spieler (nach dem Gedicht „An den Mond“ von Johann Wolfgang von Goethe) (2018), UA 2018, Frankfurt am Main, Auftragswerk der Jungen Deutschen Philharmonie
- auf gewundnen Stegen (... dort ... 2) für Alt, Klavier und Kontrabass (Texte von Stefan George) (2018), UA 2019, Oper Leipzig
- kann der Staub dich preisen für Streicher und kleine Orgel (2019), UA 2019, Notti Sacre Bari[23]
- zerbrochen ... verbunden für Streichensemble (2021), UA 2021, Kammermusikfestival Regensburg[24]
- Antiphon für 5 Instrumente (2021), UA 2022, Alte Aula der Universität Heidelberg[25]

### Orchester
- untitled II (... unendliche Spur) für Orchester (2022), UA 2023, Basel Composition Competition, Basel Sinfonietta, Dir. Jessica Cottis[26]
- canto II (... beim Ursprung) für Orchester (2022), UA 2023, Gedächtniskirche Berlin, Sinfonisches Kammerorchester Berlin (SKOB), Dir. Thorsten Putscher[27]

Vokalmusik a cappella und mit Begleitung
- Dies Irae für Chor, Schlagzeug und Klavier (2014/rev.2021), Wolfgang Rihm gewidmet, UA 2022, Kreiskulturraum Kronach (Konzertchor der Berufsfachschule für Musik Oberfranken, Dirigent: Manuel Grund)[28]
- ... ODEM ... (2009), UA 2009, Stadttheater Ingolstadt[29], Auftragswerk der AUDI-Jugendchorakademie
- ER ist unser Friede - Kantate für eine Zeit des Friedens für Sopran, Percussion und Orgel (2016), UA 2016, Quirinus-Münster Neuss
- ungestalt – drei Gebilde nach Gedichten Gottfried Benns für Chor und Klavier (2017), UA 2017, Institut français Berlin, Auftragswerk des Max-Reger-Chores Berlin
- Beschreibung für Frauenstimme, Sprecher und Orchester nach einem Gedicht von Lu Teichmann (2017), UA 2017, Audimax der Universität Regensburg (Symphonieorchester der Uni Regensburg, Antonia Gust [Mezzosopran], Wieland Kranich [Sprecher], Dirigent: Arn Goerke), Auftragswerk der Universität Regensburg
- pacem - Lamento für Chöre und großes Orchester (2017), Texte aus Liturgie, Bibel und Avesta
- AD TE DOMINE, 4 Betrachtungsstücke nach Luthers reformatorischen Grundsätzen (SOLA SCRIPTURA, SOLA FIDE, SOLA GRATIA, SOLUS CHRISTUS) für Soli, Chor und Orchester (2017), UA 2018, Aurelium Lappersdorf (Philharmonisches Orchester Regensburg, Dirigent: Roman Emilius), Auftragswerk der Regensburger Kantorei
- ... kaum noch ... für Chor und Orchester (2018), „Zum Gedenken an die Opfer des Ersten Weltkrieges“, Text aus Hölderlins „Hyperion“, UA 2018, Kammermusiksaal der Berliner Philharmonie (Berliner Cappella, Prometheus Ensemble Berlin, Maike Bühle[30])
- in medio ignis für Violine und Frauenchor (2018), Auftragswerk von der Semana de la Musica Sacra en La Habana, UA 2019 in Havanna/Kuba[31]
- Requiem-Fragmente für Chor und Orchester (2019), Auftragswerk des AGV München, UA 2019, Herkulessaal der Residenz München[32]
- als nirgends nichts war für Frauenchor und Ensemble (2021), Text nach dem Wessobrunner Gebet, UA 2021, Stadtkirche Bayreuth
- Nachbild für Orchester und Frauenstimme (2021), Text aus Dantes „Paradiso“ (Divina Commedia), UA 2021, Teatro Politeama Pratese, Prato/Italien
- Resurrexi, Oratorium für Stimmen und Instrumente (2021–2022), Text aus der Bibel, Verwendung von Greg. Choral und Zuspielung, UA 2022, Studienkirche St. Andreas, Regensburg[33]
- pater noster – in memoriam Benedictus PP. em. XVI (2023) für Chor a cappella, UA Nördlingen
- Missa brevis für Chor a cappella (2016–2023), UA Perugia und Assisi, S:t Jacobs Kammarkör, Stockholm, Dir. Gary Graden

Szenische und performative Werke
- Die letzte Nacht der Klytämnestra – Ahnungen und Wiederholungsträume, Oper in 3 Szenen nach dem Text „Klytämnestras Traum“ von Sabine Bergk[34] (2008–10)
- in memoriam john cage, Aktion für fünf Personen (2010), UA 2010, Kallmünz (ensemble fluide)
- requiem für schlingensief, Aktion für eine Person (2010), UA 2010, Katholische Universität Eichstätt
- DIE NACHT AUS BLEI, Oper nach der gleichnamigen Novelle von Hans Henny Jahnn (2010–13)
- DIE LIEDER DER MÜLLBERGKINDER, Kammeroper in neun Teilen, Libretto: Benigno P. Beltran und Engelbert Groß (2012), UA 2013 Missionshaus Sankt Augustin[35], Auftragswerk der Steyler Missionare
- DEUS CARITAS EST, Malaktion für zwei Aktmodelle, Maler, Orchester (mind. 3 Spieler) und Sprecher (2013), UA 2013, Katholische Hochschulgemeinde Regensburg
- Ring of the bell – ein Regensburger Glocken Te Deum für 27 Kirchenglocken und 7 Posaunisten (2014), UA 2014, Altstadt Regensburg, Auftragswerk des 99. Deutschen Katholikentages
- Symphonie Pathétique, Oper über Pjotr Iljitsch Tschaikowski nach dem gleichnamigen Roman von Klaus Mann (2015–16)
- unbekannt, Szenario für Schauspieler, Solisten, Chor und großes Ensemble nach Texten von Jean Paul, Friedrich Nietzsche und der Bibel (2016), UA 2017, Audimax der Universität Regensburg, Auftragswerk der Universität Regensburg

## Veröffentlichungen
- exempla nova 626, steven heelein veitstanz toccata für klavier solo, edition sikorsi, Hamburg[36]
- Steven Heelein “THOUGHTS” for piano, BÈRBEN Edizioni musicali – Ancona, Italia[37]